# Rudolf Schenker
Rudolf Schenker (Hildesheim, 1948. augusztus 31. –) német rockzenész, gitáros és dalszerző. A Scorpions együttes alapító tagja (1965), ritmusgitárosa valamint első számú dalszerzője, egyben ma az együttes legrégebb óta aktív tagja (mint az egyetlen még aktív alapító tag). 

## Pályafutása
Stílusa hatalmas befolyással bírt a zenekarra annak fél évszázados történelme során. Ő az egyetlen tag, aki az összes albumon és az összes turnén közreműködött. Testvére, Michael Schenker szintén tagja volt a Scorpionsnak. Neve összeforrt a Gibson Flying V gitárokkal, gyűjteménye több mint 60 darabot számlál, a Gibson pedig többször adott ki a nevével fémjelzett, limitált gitársorozatot.
Schenker bár elsősorban ritmusgitáros (öccse, Michael szólógitáros), több Scorpions-számban az ő gitárszólója hallható. A legjellegzetessebbek a Wind Of Change, a Big City Nights, a Still Loving You, a Living For Tomorrow, vagy a Lady Starlight betétei, az újabbak közül pedig a Through My Eyes, a SLY vagy a Rock'n Roll Band. 
A gitározás mellett vokálozik is, mind a lemezeken, mind a koncerteken, két dalban pedig ő a szólóénekes (Hey You, Love Is The Answer). A Scorpions megalakulásakor ő volt banda énekese is. Elvált, egy fia van, Marcel.